# Caddo (Oklahoma)
Caddo – miasto w Stanach Zjednoczonych, w stanie Oklahoma, w hrabstwie Bryan.